# Thaikattussery
Thaikattussery es una ciudad censal situada en el distrito de Alappuzha en el estado de Kerala (India). Su población es de 20874 habitantes (2011). Se encuentra a 39 km de Alappuzha y a 16 km de Cochín.

## Demografía
Según el censo de 2011 la población de Thaikattussery era de 20874 habitantes, de los cuales 10242 eran hombres y 10632 eran mujeres. Thaikattussery tiene una tasa media de alfabetización del 94,82%, superior a la media estatal del 94%: la alfabetización masculina es del 97,48%, y la alfabetización femenina del 92,26%.